# Macrocystis
Ne doit pas être confondu avec le genre Macrocystis R.Heim, genre invalide de champignons, dont le synonyme valide est Macrocystidia Joss.
Genre
Macrocystis est un genre d'algues brunes de la famille des Laminariaceae.
Les thalles atteignent les 45 mètres de longueur.
Coyer et collaborateurs ont toutefois proposé que le genre Macrocystis est monospécifique (M. pyrifera) à la suite d'analyses génétiques montrant qu'il existe très peu de différences entre ces différentes espèces. De plus, il a été démontré que les spécimens de ce genre peuvent présenter d'importantes différences morphologiques suivant les conditions environnementales.

## Liste d'espèces
Selon AlgaeBase (25 août 2017) :
- Macrocystis pyrifera (Linnaeus) C.Agardh (espèce type)

Selon ITIS (25 août 2017) :
- Macrocystis integrifolia Bory
- Macrocystis pyrifera (Linnaeus) Agardh

Selon NCBI (25 août 2017) :
- Macrocystis angustifolia
- Macrocystis integrifolia
- Macrocystis laevis
- Macrocystis pyrifera

Selon World Register of Marine Species (25 août 2017) :
- Macrocystis pomifera Bory de Saint-Vincent, 1826
- Macrocystis pyrifera (Linnaeus) C.Agardh, 1820